# Milícia de la Fe de Jesucrist
Per a l'orde militar fundat a Parma el 1233, vegeu: Milícia de Jesucrist
La Milícia (o exèrcit) o Orde de la (Santa) Fe de Jesucrist (Militia Jesu Christi) fou un efímer orde militar fundat al Llenguadoc poc abans de 1221, El seu origen està, probablement, en Folquet de Marsella, llavors bisbe de Tolosa de Llenguadoc; Simó IV de Montfort, cap de la Croada albigesa, i, potser, Sant Domènec de Guzmán, fundador dels dominics. L'objectiu principal n'era la defensa de la fe catòlica enfront de l'heretgia albigesa i la lluita contra aquesta.